# هيرب غراي (لاعب كرة قدم كندية)
هيرب غراي (بالإنجليزية: Herb Gray)‏ هو لاعب كرة قدم كندية أمريكي، ولد في 12 يونيو 1934، وتوفي في 21 يناير 2011 في سان أنطونيو في الولايات المتحدة.